# Peter Berling
Peter Berling (Meseritz-Obrawalde, 1934. március 21. – Róma, Olaszország, 2017. november 21.) német színész, forgatókönyvíró, filmproducer.

## Filmjei

### Színészként
- Immer wenn der Tag beginnt (1957)
- Der Brief (1966)
- John Icks, der singende Astronaut (1967, tv-rövidfilm)
- Detektive (1969)
- A szerelem hidegebb a halálnál (Liebe ist kälter als der Tod) (1969)
- Uxmal (1969)
- Ein großer graublauer Vogel (1970)
- Mein schönes kurzes Leben (1970, tv-film)
- Rote Sonne (1970)
- Die Niklashauser Fart (1970, tv-film)
- Die Geschäftsfreunde (1970, rövidfilm)
- Siegfried und das sagenhafte Liebesleben der Nibelungen (1971)
- Whity (1971)
- Furchtlose Flieger (1971)
- Óvakodj a szent kurvától (Warnung vor einer heiligen Nutte) (1971)
- Faire l'amour... De la pilule à l'ordinateur (1971)
- Il sergente Klems (1971)
- Terror Desire (1971)
- Quando le donne si chiamavano 'Madonne' (1972)
- Il West ti va stretto, amico... è arrivato Alleluja (1972)
- La mala ordina (1972)
- Aguirre, isten haragja (Aguirre, der Zorn Gottes) (1972)
- Piszkos hétvége (Mordi e fuggi) (1973)
- Revolver (1973)
- Tutti per uno botte per tutti (1973)
- Es knallt - und die Engel singen (1974)
- Martha (1974, tv-film)
- Es war nicht die Nachtigall (1974)
- Idole (1976, tv-film)
- Le avventure e gli amori di Scaramouche (1976)
- Marcia trionfale (1976)
- Fekete-fehér színesben (La victoire en chantant) (1976)
- Pronto ad uccidere (1976)
- I padroni della città (1976)
- Liberi armati pericolosi (1976)
- A naplopó (Taugenichts) (1978)
- Enigma rosso (1978)
- Maria Braun házassága (Die Ehe der Maria Braun) (1979)
- Theo gegen den Rest der Welt (1980)
- Rendez-vous hier (1981, rövidfilm)
- L'usura (1981, tv-film)
- Veronika Voss vágyakozása (Die Sehnsucht der Veronika Voss) (1982)
- Fitzcarraldo (1982)
- Sballato, gasato, completamente fuso (1982)
- Il petomane (1983)
- Mystère (1983)
- Progetto Atlantide (1984, tv-film)
- Finalmente morta (1984, tv-film)
- Mattia Pascal két élete (Le due vite di Mattia Pascal) (1985)
- Tex és a mélység ura (Tex e il signore degli abissi) (1985)
- Az elveszett kincsesbánya fosztogatói (Le miniere del Kilimangiaro) (1986)
- Kir Royal (1986, tv-sorozat, egy epizódban)
- A rózsa neve (Der Name der Rose) (1986)
- A Kutyaházi (Naso di cane) (1986, tv-film)
- Gambit (1987, tv-film)
- Cobra Verde (1987)
- Krisztus utolsó megkísértése (The Last Temptation of Christ) (1988)
- Haunted Summer (1988)
- Liebe ist stärker als der Tod (1988, tv-film)
- Asissi Szent Ferenc (Francesco) (1989)
- Das Milliardenspiel (1989, tv-film)
- Visioni private (1989)
- Homo Faber (1991)
- Egy marék szar (Texas - Doc Snyder hält die Welt in Atem) (1993)
- Geschichten aus der Heimat - Blattschuß (1993, tv-film)
- Sátántangó (1994)
- Der Salzbaron (1994, tv-film)
- Westmoreland Naples (1996, rövidfilm)
- Tykho Moon (1996)
- Praxis Dr. Hasenbein (1997)
- Raumfahrt als inneres Erlebnis: Gen. Lt. Pugatschow bei Stromsperre in Baikonur (1999, tv-rövidfilm)
- Titkos rend (Semana Santa) (2002)
- New York bandái (Gangs of New York) (2002)
- Freiheit für die Konsonanten! (2004, rövidfilm)
- Grenzfälle der Schadensregulierung (2006, tv-rövidfilm)
- Der Kunst weiht ich mein Leben (2007, tv-rövidfilm)
- Die sanfte Schminke des Lichts (200, rövidfilm)
- Die Sicherheit des Präsidenten (2007, rövidfilm)
- Halbe Brüder (2015)
- 10 vor 11 (2016, tv-sorozat, egy epizódban)

### Forgatókönyvíróként
- Protokoll einer Revolution (1963, rövidfilm)
- Duell (1966, rövidfilm)
- Alastair (1966, rövidfilm)
- Tutti per uno botte per tutti (1973)
- Es knallt - und die Engel singen (1974)
- Pronto ad uccidere (1976)
- I padroni della città (1976)
- Serdülökori játékok (Maladolescenza) (1977)
- Enigma rosso (1978)
- Forgalmi dugó (L'ingorgo) (1979, társszerző)
- Ernesto (1979, társszerző)

### Producerként
- Strategen (1966, rövidfilm, producer)
- Duell (1966, rövidfilm, producer)
- Der Sommer des Grafen Trips (1966, rövidfilm, producer)
- Alastair (1966, rövidfilm, producer)
- Auftrag ohne Nummer (1967, rövidfilm, producer)
- Nicaragua (1969, producer)
- Whity (1971, executive producer)
- Óvakodj a szent kurvától (Warnung vor einer heiligen Nutte) (1971, executive producer)
- Es knallt - und die Engel singen (1974, executive producer)
- Nel regno di Napoli (1978, executive producer)
- Liebeskonzil (1982, executive producer)